# Robin y Marian
Robin y Marian (título original: Robin and Marian) es una película dirigida por Richard Lester en 1976 y protagonizada por Sean Connery y Audrey Hepburn.
Se tituló originalmente The Death of Robin Hood, pero Columbia Pictures lo cambió para que fuera más comercial. La película se rodó en España, tanto en Zamora (Castillo de Villalonso) como en Navarra (Artajona, Urbasa, Quinto Real y el bosque de Orgi). Fue el retorno de la actriz Audrey Hepburn tras ocho años de ausencia.

## Argumento

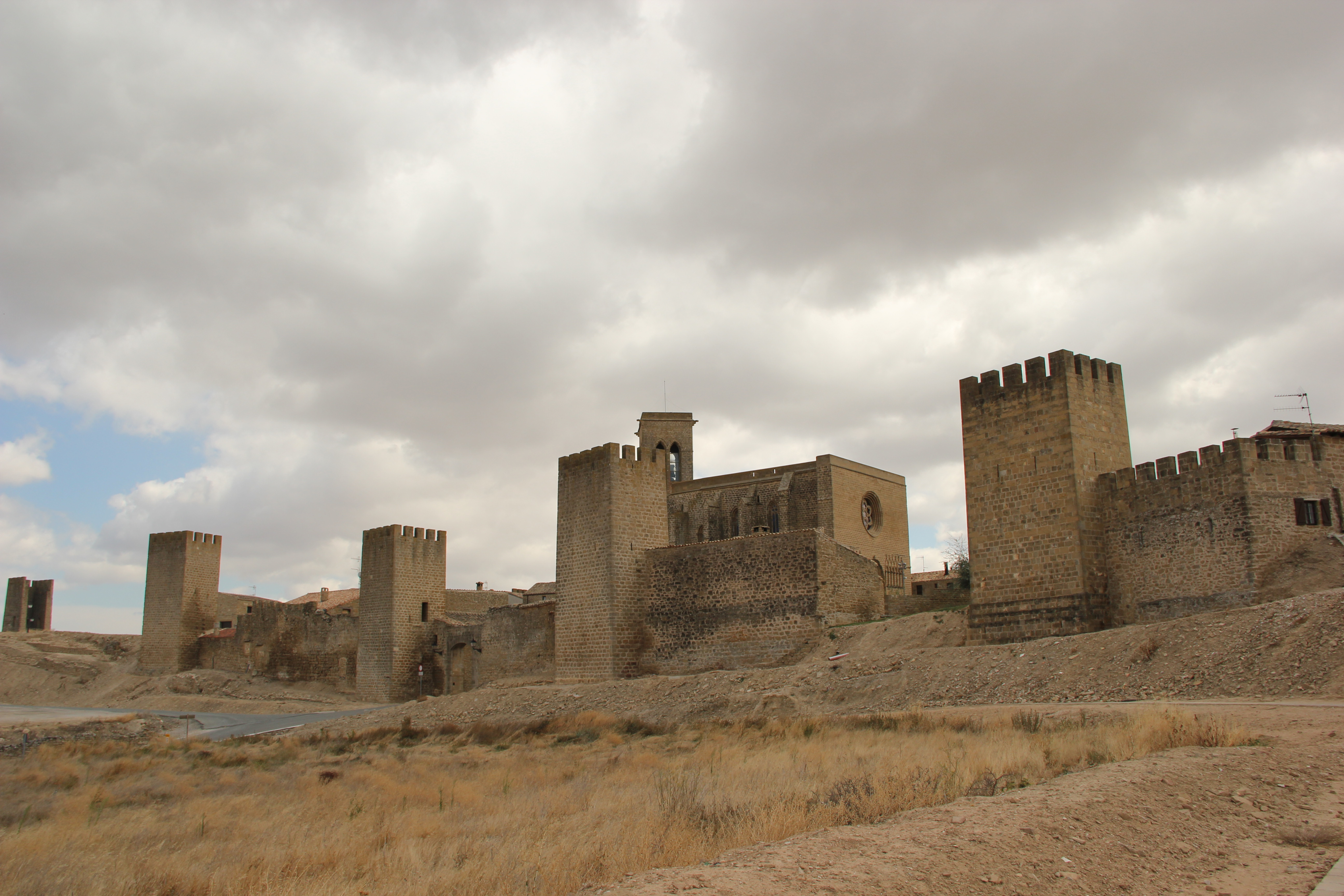
La mayor parte de los planos del interior de la fortaleza se rodaron en El Cerco de Artajona (Navarra), la única fortaleza medieval conservada en Navarra que data de los siglos XI y XIII y que ha sido declarada Bien de Interés Cultural.

Robin Hood (Sean Connery) vuelve de las Cruzadas, de luchar junto a Ricardo Corazón de León (Richard Harris), para ver que el mundo que ha dejado atrás está completamente corrompido. Mientras tanto, Lady Marian (Audrey Hepburn) ha ingresado en un convento. El reencuentro es inevitable, pero nada es como antes.

## Reparto
- Sean Connery como Robin Hood.
- Audrey Hepburn como Lady Marian.

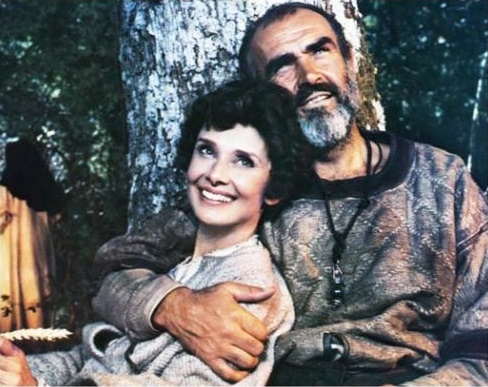
Audrey Hepburn y Sean Connery en una foto publicitaria de la película.

- Robert Shaw como Sheriff de Nottingham.
- Richard Harris como Ricardo Corazón de León.
- Nicol Williamson como Little John.
- Denholm Elliott como Will Scarlett.
- Ronnie Barker como Fraile Tuck.
- Ian Holm como Juan I de Inglaterra.
- Esmond Knight como Old Defender.
- Kenneth Cranham como Aprendiz de Jack.
- Victoria Abril como Isabel de Angulema.
- Montserrat Julio como Primera hermana.

## Premios y reconocimientos
En 2002 Robin and Marian fue nominada por la American Film Institute a la categoría AFI's 100 años... 100 pasiones.